# Dichobunoidea
Os Dicobunóideos (Dichobunoidea) são os mais primitivos dos integrantes dos Cetartiodactyla. Sua taxonomia é ainda muito confusa e sujeita a alterações constantes. De um modo geral a família dos Dichobunidae foi tradicionalmente dividida em diversas subfamílias, muitas dessas passando a ter o status de famílias. Estão aqui agrupados devido à constantes reformulações e revisões taxonômicas que tem sofrido.
Os Hyperdichobuninae podem ser a fonte dos Xiphodontidae e Amphimerycidae europeus. Os Bunomerycinae podem ser os ancestrais dos oreodontes primitivos Agriochoeridae, devido a similaridades entre os gêneros Pentacemylus e Protoreodon. Os Homacodontidae podem estar relacionados aos Helohyidae.

## Taxonomia da superfamíliaDichobunoidea

### Família †Diacodexeidae
- Gujaratia
  - Gujaratia indica
  - Gujaratia pakistanensis [=Diacodexis pakistanensis]
- †Diacodexis Cope, 1882
  - Diacodexis gigasei - Eoceno Inferior, Esparnaciano, Dormaal (MP 7), Bélgica
  - Diacodexis ilicis - Eoceno Inferior, Wasatchiano (Wa0), EUA
  - Diacodexis minutus - EUA
  - Diacodexis gracilis - EUA
  - Diacodexis woltonensis - Eoceno Médio, Bridgeriano (Br1), EUA
  - Diacodexis secans - EUA - Eoceno Médio, Bridgeriano, EUA
  - Diacodexis corsaensis - Eoceno, Espanha
  - Diacodexis metsiacus (Cope, 1882)
  - Diacodexis varleti
  - Diacodexis gazini - Eoceno Inferior, Rians, França
  - Diacodexis antunesi - Eoceno Inferior, Silveirinha (MP 7), Portugal.
  - Diacodexis kelleyi Krishtalka & Stuck, 1985
  - Diacodexis primus - Eoceno Inferior, Wasatchiano (Wa2), EUA
  - Diacodexis absarokae
- Bunophorus Sinclair, 1914
  - Bunophorus etsagicus
  - Bunophorus grangeri (=Wasatchia dorseyana, Wasatchia lysitensis)
  - Bunophorus macropternus (Cope, 1882)
  - Bunophorus pattersoni
  - Bunophorus robustus (Sinclair, 1914) [=Diacodexis robustus] - EUA
  - Bunophorus sinclairi (=Bunophorus gazini) - Wasatchiano (Wa4) a Bridgeriano (Br2), EUA

### incerta sedis
- Dulcidon (Paroxyclaenidae)?
- Chorlakkia
  - Chorlakkia hassani - Eoceno Médio, Formação Mami Khel, Paquistão
  - Chorlakkia valerii Vislobokova, 2002 - Eoceno Médio, Irdinmanhano, Khaitchin Ula, Mongólia
- †Pakibune
  - Pakibune chorlakkiensis - Eoceno Médio, Formação Mami Khel, Paquistão
- †Paraphenacodus Gabunia, 1971
  - Paraphenacodus solivagus Gabunia, 1971  - Eoceno Inferior, Cazaquistão
- Aksyiria Gabunia, 1973
  - Aksyiria oligostus Gabunia, 1973 - Eoceno Inferior, Cazaquistão

### FamíliaDichobunidaeGill, 1872

#### SubfamíliaEurodexeinae
- Eurodexis
  - Eurodexis russelli Erfurt & Sudre - Eoceno Inferior, Prémontré (MP 10), França.
  - Eurodexis ceciliensis Franzen & Krumbiegel, 1980 [=Messelobunodon ceciliensis] - Eoceno Médio, Geiseltal uMK (MP 12), Alemanha;
- Lutzia Franzen, 1994
  - Lutzia eckfeldensis Franzen, 1994
- Parahexacodus
  - Parahexacodus germanicus
- Eygalayodon Checa, 2004
  - Eygalayodon isavenaensis Checa, 2004 - Eoceno Médio (MP 13-14), Espanha

#### Subfamília LantianiinaeMétais, Guo & Beard, 2004
- Elachistotherium Métais, Guo & Beard, 2004 ( e não Elaschitotherium)
  - Elachistotherium qii Métais, Guo & Beard, 2004 - Eoceno Médio, Shanghuang, China
- Eolantianius
  - Eolantianius russelli - Eoceno Inferior, Andarak 2, Alai, Quirguízia
- Lantianius Chow, 1964
  - Lantianius xiehuensis Chow, 1964 - Eoceno, China

#### SubfamíliaDichobuninaeGill, 1872
Tribe Hyperdichobunini
- Mouillacitherium Filhol, 1882
  - Mouillacitherium elegans Filhol, 1882
- Hyperdichobune Stehlin, 1910 - Eoceno Médio (MP 13) a Superior (MP 20).
  - Hyperdichobune cf. hammeli - Eoceno Médio (MP 13), La Defense, França.
  - Hyperdichobune hammeli - Eoceno Médio, Bouxwiller (MP 13), França.

Tribe Dichobunini Gill, 1872
- Aumelasia Sudre, 1980
  - Aumelasia gabineaudi - Eoceno Médio, Aumelas (MP 13), França
  - Aumelasia menieli - Eoceno Médio
  - Aumelasia maniai - Eoceno Médio, Geiseltal uMK (MP 12), Alemanha
- Protodichobune
  - Protodichobune oweni
- Meniscodon
  - Meniscodon europaeum - Eoceno Médio, Geiseltal oMK (MP 13), Alemanha; La Defense (MP 13) e Bouxwiller (MP 13), França; Egerkingen (MP 14), Suíça.
- Messelobunodon Franzen, 1980
  - Messelobunodon schaefferi - Eoceno Médio, Geiseltal uUK (MP 11) e Messel (MP 11), Alemanha.
- Dichobune
  - Dichobune robertiana - Eoceno Médio, La Defense (MP 13), Aumelas (MP 13) e Saint-Martin-de-Londres (MP 13), França.
- Buxobune Sudre, 1978
  - Buxobune daubreei - Eoceno Médio, Bouxwiller (MP 13), Alsácia, França
- Neufferia Franzen, 1994
  - Neufferia manderscheidi Franzen, 1994
- Metriotherium Filhol, 1882
- Synaphodus

### FamíliaAntiacodontidae†
- Antiacodon Marsh, 1872
  - Antiacodon furcatus Cope, 1873
  - Antiacodon pygmaeus (=Nanomeryx caudatus) - Eoceno Médio, Bridgeriano (Br1-Br2), EUA
  - Antiacodon vanvaleni Guthrie, 1971 - Eoceno Médio, Bridgeriano, Wyoming, EUA
  - Antiacodon venustus
- Neodiacodexis Atkins, 1970
  - Neodiacodexis emryi Atkins, 1970 - Eoceno Médio, Bridgeriano, Wyoming, EUA
- Tapochoerus McKenna, 1959
  - Tapochoerus mcmillini - Eoceno Médio, Uintano, Califórnia, EUA
  - Tapochoerus egressus (Stock, 1934) - Eoceno Médio, Uintano, Califórnia, EUA
- Auxontodon Gazin, 1958
  - Auxontodon pattersoni Gazin, 1958 - Eoceno Médio, Uintano, EUA
  - Auxontodon processus Storer, 1984 - Eoceno Médio, Uintano, Canadá